# العلاقات الباربادوسية البليزية
العلاقات الباربادوسية البليزية هي العلاقات الثنائية التي تجمع بين باربادوس وبليز.

## مقارنة بين البلدين
هذه مقارنة عامة ومرجعية للدولتين:
| وجه المقارنة                                              | باربادوس       | بليز         |
| --------------------------------------------------------- | -------------- | ------------ |
| المساحة (كم2)                                             | 439            | 22.97 ألف    |
| عدد السكان (نسمة)                                         | 285.72 ألف     | 374.68 ألف   |
| الكثافة السكانية (ن./كم²)                                 | 65.08 ألف      | 16.31        |
| العاصمة                                                   | بريدج تاون     | بلموبان      |
| اللغة الرسمية                                             | لغة إنجليزية   | لغة إنجليزية |
| العملة                                                    | دولار بربادوسي | دولار بليزي  |
| الناتج المحلي الإجمالي (بليون دولار)                      | 4.80 مليار     | 1.84 مليار   |
| الناتج المحلي الإجمالي (تعادل القوة الشرائية) بليون دولار | 4.66 مليار     | 3.05 مليار   |
| الناتج المحلي الإجمالي الاسمي للفرد دولار أمريكي          | 15.43 ألف      | 4.88 ألف     |
| الناتج المحلي الإجمالي للفرد دولار أمريكي                 | 16.06 ألف      | 8.42 ألف     |
| مؤشر التنمية البشرية                                      | 0.795          | 0.715        |
| رمز المكالمات الدولي                                      | +1246          | +501         |
| رمز الإنترنت                                              | .bb            | .bz          |
| المنطقة الزمنية                                           | 00             | 00           |

## منظمات دولية مشتركة
يشترك البلدان في عضوية مجموعة من المنظمات الدولية، منها:
| علم المنظمة | اسم المنظمة                                                          | تاريخ انضمام باربادوس | تاريخ انضمام بليز |
| ----------- | -------------------------------------------------------------------- | --------------------- | ----------------- |
|             | الجماعة الكاريبية                                                    | 1 أغسطس 1973          | 1 مايو 1974       |
|             | وكالة ضمان الاستثمار متعدد الأطراف                                   | 12 أبريل 1988         | 29 يونيو 1992     |
|             | الأمم المتحدة                                                        | 9 ديسمبر 1966         | 25 سبتمبر 1981    |
|             | وكالة حظر الأسلحة النووية في أمريكا اللاتينية ومنطقة البحر الكاريبي ‏ | ?                     | ?                 |
|             | دول الكومنولث                                                        | ?                     | ?                 |
|             | منظمة حظر الأسلحة الكيميائية                                         | ?                     | ?                 |
|             | منظمة التجارة العالمية                                               | ?                     | ?                 |
|             | منظمة الشرطة الجنائية الدولية                                        | ?                     | ?                 |
|             | مؤسسة التنمية الدولية                                                | 29 سبتمبر 1999        | 19 مارس 1982      |
|             | يونسكو                                                               | 24 أكتوبر 1968        | 10 مايو 1982      |
|             | مجموعة دول أفريقيا والكاريبي والمحيط الهادئ                          | ?                     | ?                 |
|             | الاتحاد البريدي العالمي                                              | ?                     | ?                 |
|             | البنك الدولي للإنشاء والتعمير                                        | 12 سبتمبر 1974        | 19 مارس 1982      |
|             | بنك التنمية الكاريبي ‏                                                | ?                     | ?                 |
|             | الاتحاد الدولي للاتصالات                                             | 16 أغسطس 1967         | 16 ديسمبر 1981    |
|             | مؤسسة التمويل الدولية                                                | 25 يونيو 1980         | 19 مارس 1982      |
|             | تحالف الدول الجزرية الصغيرة                                          | ?                     | ?                 |

## وصلات خارجية
- موقع وزارة الخارجية الباربادوسية
- موقع وزارة الخارجية البليزية